# Festival de la Canción de Eurovisión 2009
El LIV Festival de la Canción de Eurovisión fue celebrado en Moscú, Rusia, entre el 12 y el 16 de mayo de 2009. Rusia obtuvo el derecho a ser sede de esta edición del certamen musical europeo después de que Dima Bilán ganara con el tema "Believe" el Festival de la Canción de Eurovisión 2008,
realizado en la ciudad serbia de Belgrado.
La edición 2009 del Festival de Eurovisión se realizó en el Estadio Olimpiski, el cual tuvo una capacidad de 16.000 espectadores durante sus semifinales y 22.000 expectantes en la gran final. Estuvo a cargo de la Unión Europea de Radiodifusión y la compañía de televisión estatal, Perviy Kanal (o Canal 1 de Rusia). La cantante Alsou y el periodista Ivan Urgant fueron los encargados de presentar la final; las dos semifinales estuvieron a cargo de Andrey Malakhov y Natalya Vodyanova.
El formato fue similar al de la edición previa, con dos semifinales realizadas el día 12 y el 14 de mayo de 2008, con 18 y 19 participantes respectivamente, los cuales lucharon por los diez cupos para clasificar a la final del 16 de mayo, en que también participaron los representantes del país anfitrión y del Big Four (Alemania, España, Francia y el Reino Unido). Cada país entregó de 1 a 8, 10 y 12 puntos respectivamente a sus 10 participantes favoritos a excepción de sí mismo, tanto en las semifinales donde participaron como en la final. Al igual que en las últimas ediciones previas a este Festival, los telespectadores tuvieron la posibilidad de votar por sus canciones favoritas a través de llamadas telefónicas o sms, aunque el resultado final se vio influenciado por la participación de un jurado profesional. En el caso de las semifinales, se clasificaron las nueve canciones más votadas por los países únicamente por votación popular y un décimo ingresará por la votación del jurado, mientras que en el caso de la final, la votación de cada país estuvo compuesta en un 50% de la elección del público y un 50% de la del jurado nacional.
Aunque la organización había previsto batir el récord de 43 participantes impuesto un año antes, este fue imposible de alcanzar. Diversos países dudaron hasta último minuto de su participación; Georgia y Letonia incluso llegaron a confirmar su retiro, citando como razones a la guerra de Osetia del Sur y la crisis económica mundial respectivamente, pero finalmente aceptaron participar. A la retirada de San Marino tras su debut, el retorno de Eslovaquia permitió igualar la cifra récord de la edición anterior. Sin embargo, la cifra descendió definitivamente a 42 cuando Georgia se retiró después de que la UER se pronunciara sobre que su tema seleccionado no cumplía con las reglas del evento.
El favorito indiscutible de esta edición se trató del país escandinavo de Noruega, que con la canción pop folk "Fairytale" apenas a horas de terminado el Melodi Grand Prix subió a lo más alto de las casas de apuestas. Otros favoritos menores, más cercanos a pelear el top 5 que la victoria, eran Grecia, Turquía, Azerbaiyán, Reino Unido, Suecia y Malta; estas dos últimas, no pudieron defender esa condición de favoritas y terminaron en la parte baja de la tabla en la final.
Por tercer año seguido, la máxima favorita se llevó el festival; la canción "Fairytale", interpretada por Alexander Rybak en representación de Noruega, ganó la competencia con un total de 387 votos, la tercera canción noruega en ganar Eurovisión se convirtió en la que alcanzó más puntos en la historia de concurso. 16 países le dieron la máxima calificación, ganó ampliamente la segunda semifinal y prácticamente duplicó la puntuación de su seguidora, la canción "Is it true?" de la islandesa Yohanna, quien igualó la mejor posición de su país y alcanzó por primera vez la victoria aunque en la primera semifinal. El tercer lugar quedó en manos del dúo de Aysel Teymurzadə y Arash Labaf con el tema "Always", representando a Azerbaiyán.

## Formato
Prácticamente apenas terminado el Festival de la Canción de Eurovisión 2008, surgieron las críticas al formato utilizado por el evento, especialmente en Europa Occidental. Aunque ese mismo año se introdujo el uso de un jurado profesional para las semifinales, la final dependió únicamente de la votación popular, ante lo cual varios países manifestaron nuevamente su molestia sobre la influencia de diversos factores extra-musicales (como vecindad, diáspora y motivaciones políticas) en la votación de algunos países. Como respuesta a estas críticas, la Unión Europea de Radiodifusión (UER) encargó una evaluación del proceso de votación que permitiera una reforma de este. Los organizadores del concurso enviaron un cuestionario a las diversas televisoras participantes de la UER respecto al sistema de votación. Dentro de las propuestas destacó la de la polaca Telewizja Polska respecto a la introducción de un jurado internacional que actuara de forma similar al Festival de baile de Eurovisión con el fin de realzar el valor artístico de las canciones y reducir el sesgo político o étnico. La UER estudió también la posibilidad de eliminar el pase directo del Big Four (compuesto por Alemania, España, Francia y el Reino Unido) a la final, pero finalmente esta decisión no fue aceptada.

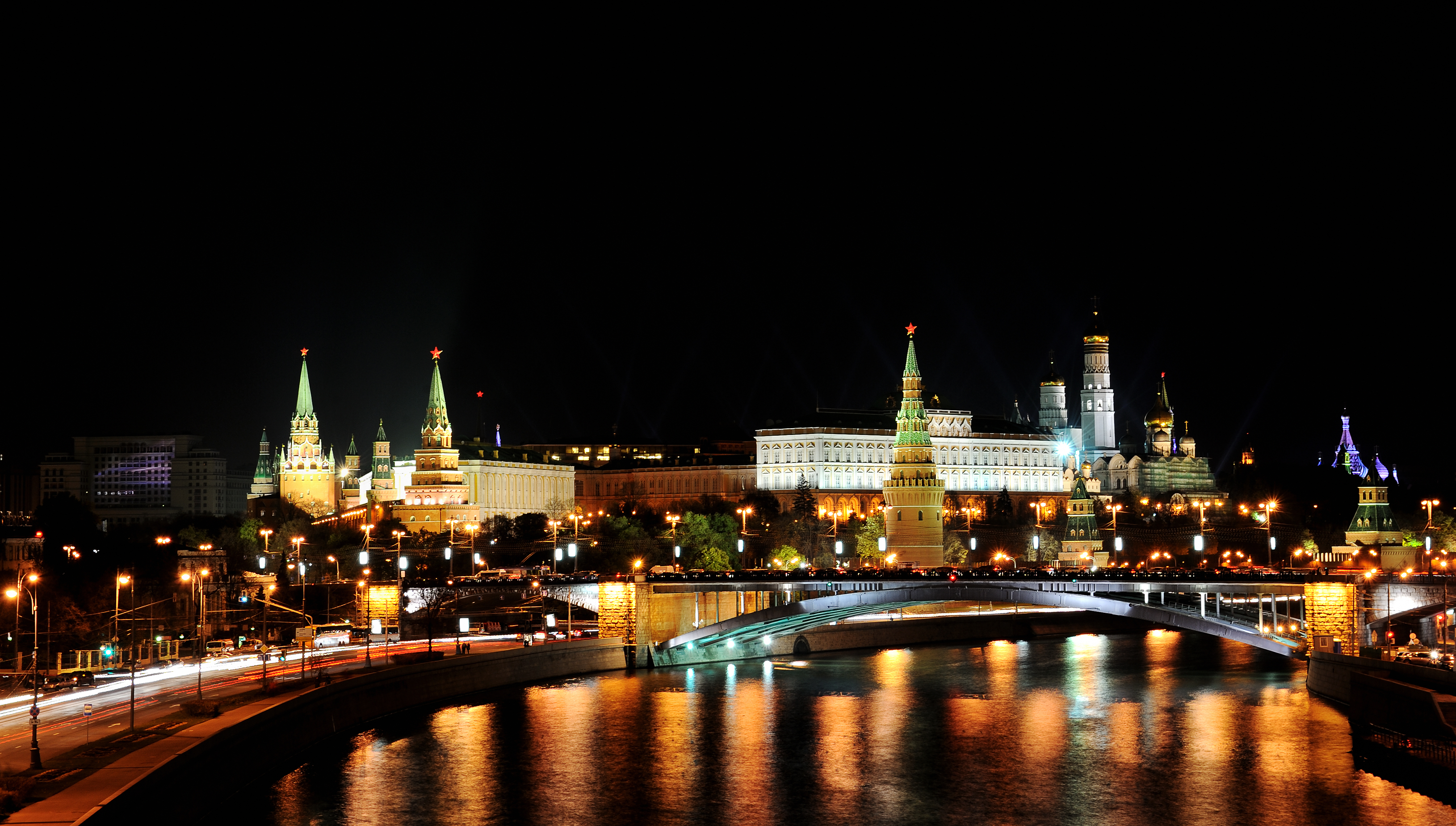
Moscú, ciudad sede de la edición 2009

Tras las propuestas y diversas evaluaciones, se realizó la reunión del Grupo de Referencia de la UER, entre el 13 y el 14 de septiembre de 2008. Este decidió restablecer un sistema de jurados en la final del concurso, lo cual no se realizaba generalizadamente desde el Festival de la Canción de Eurovisión 1999 cuando se dio paso a la obligatoriedad del llamado "televoto" a través de llamadas telefónicas o mensajes de texto. Sin embargo, el jurado solo tendría un poder de un 50% de decisión, mientras el otro 50% restante se mantendría en manos del televoto. Otra diferencia respecto a los jurados utilizados hasta 1999 es que en esta oportunidad sería un "jurado profesional" compuesto solo por personas relacionadas directamente con el mundo de la música, que tengan la nacionalidad de cada país, que no estén relacionado con ningún artista participante y que además representen una variedad respecto a edades, género y estilos musicales. Para el caso de las semifinales, se mantiene el formato establecido el año anterior.
El sistema introducido para este festival fue el siguiente:
Semifinales
Se realizaron dos semifinales en las que se repartieron los países participantes, a excepción del país anfitrión y los cuatro países con mayor aporte económico al concurso (el denominado Big Four). Cada país participante tuvo derecho a voto, mientras que los cinco clasificados directamente a la final se reparten entre ambas semifinales para ejercer su votación. La votación de cada país estuvo compuesta únicamente por los resultados obtenidos a través de llamadas telefónicas o mensajes de texto realizadas por el público hacia su artista favorito (a excepción de aquel de su mismo país). Los diez artistas favoritos del público de cada país recibirán 12, 10, 8, 7, 6, 5, 4, 3, 2 y 1 punto en forma decreciente según su número de votos escrutados. Una vez obtenida la suma total de puntos entre todos los países votantes, los nueve más votados en cada semifinal se clasificaron para la ronda siguiente. Adicionalmente, un jurado profesional compuesto por miembros internacionales eligió sus participantes favoritos en cada semifinal; el participante más votado por el jurado y no clasificado por votación, pasó a la siguiente ronda. Así, cada semifinal totalizó 10 clasificados a la siguiente ronda.
Final
La final estuvo compuesta por los cinco clasificados directos más los diez de cada semifinal, totalizando 25 participantes. Sin embargo, tanto los clasificados como los eliminados en la ronda previa tienen derecho a voto. Al igual que en las semifinales, se realizará una votación popular para determinar los diez favoritos del público. Cada país tendrá adicionalmente un jurado compuesto por cinco miembros pertenecientes a la industria de la música que juzgarán las presentaciones luego del segundo ensayo de vestuario (el día previo a la final) junto a un auditor externo. Cada miembro elegirá sus diez favoritos y entregará puntuaciones de 1 a 12 al igual que el público. La suma de las cinco listas de los jurados entregará puntos a los diez más puntuados siguiendo la misma estructura de puntuación. En caso de empate en la suma de votaciones, se realizará un desempate a mano alzada entre los miembros del jurado (sin permiso de abstenciones). Una vez obtenida la suma de votación del jurado y la del público, ambas se suman para otorgar 12 puntos al más votado, 10 al siguiente y luego entre 8 y 1 puntos a los ocho restantes, para luego sumar este resultado entre los 42 países votantes y obtener el resultado final. Si la suma de jurado y público es igual, se le dará el puntaje mayor al que tenga más votación del público. A continuación se presenta un ejemplo de la composición de la votación de jurado y público:
| País   | Votos   | Pts. |
| ------ | ------- | ---- |
| País A | 140.000 | 12   |
| País B | 130.000 | 10   |
| País C | 100.000 | 8    |
| País D | 90.000  | 7    |
| País E | 85.000  | 6    |
| País F | 70.000  | 5    |
| País G | 60.000  | 4    |
| País H | 58.000  | 3    |
| País I | 50.000  | 2    |
| País J | 40.000  | 1    |
| País K | 30.000  | 0    |
| País L | 1.000   | 0    |

| País   | 1  | 2  | 3  | 4  | 5  | Tot | Pts. |
| ------ | -- | -- | -- | -- | -- | --- | ---- |
| País L | 12 | 8  | 12 | 6  | 6  | 44  | 12   |
| País B | 6  | 2  | 10 | 10 | 12 | 40  | 10   |
| País C | 7  |    | 8  | 12 | 8  | 35  | 8    |
| País J | 10 | 12 | 2  | 1  | 5  | 30  | 7    |
| País E | 2  | 10 | 7  | 8  | 2  | 29  | 6    |
| País A | 8  | 3  | 5  | 7  | 3  | 26  | 5    |
| País H | 4  | 5  |    | 3  | 10 | 22  | 4    |
| País F |    | 7  | 6  | 5  |    | 18  | 3    |
| País G | 5  | 1  | 3  |    | 4  | 13  | 2    |
| País K | 1  | 6  |    | 4  | 1  | 12  | 1    |
| País D | 3  |    | 1  |    | 7  | 11  | 0    |
| País I |    | 4  | 4  | 2  |    | 10  | 0    |

| País   | Púb | Jur | Tot | Pts. |
| ------ | --- | --- | --- | ---- |
| País B | 10  | 10  | 20  | 12   |
| País A | 12  | 5   | 17  | 10   |
| País C | 8   | 8   | 16  | 8    |
| País E | 6   | 6   | 12  | 7    |
| País L | 0   | 12  | 12  | 6    |
| País F | 5   | 3   | 8   | 5    |
| País J | 1   | 7   | 8   | 4    |
| País D | 7   | 0   | 7   | 3    |
| País H | 3   | 4   | 7   | 2    |
| País G | 4   | 2   | 6   | 1    |
| País I | 2   | 0   | 2   | 0    |
| País K | 0   | 1   | 1   | 0    |

## Países participantes
En esta edición del festival participaron 42 países, uno menos que los participantes la cifra récord marcada en el Festival de la Canción de Eurovisión 2008. Esto debido al retiro de Georgia y San Marino sumado al retorno de Eslovaquia, tras una ausencia de once años.
Dentro de los planes iniciales de la organización del evento era romper la marca establecida el año anterior de 43 países participantes, para lo cual era necesaria la continuidad de los países que concursaron en dicha oportunidad como la incorporación de países que no habían participado en esa oportunidad: Austria (desde 2007), Eslovaquia (desde 1998), Italia (desde 1997), Luxemburgo (desde 1993), Marruecos (solo en 1980) y Mónaco (desde 2006). De estos países, Eslovaquia accedió a regresar al concurso, pero el resto se mantendría fuera del concurso. Aunque Italia y Mónaco reconocieron las conversaciones con la UER, finalmente estas no se concretaron. La ORF austríaca manifestó que se mantendría fuera del evento, pese a los cambios realizados en el formato y que fueron exigidos en 2008 para regresar al concurso, mientras Luxemburgo mantuvo su negativa por falta de interés en el evento.
Durante este periodo también se habló del posible ingreso de dos nuevos países. Tras años sin una cadena radiodifusora propia, se creó 1 FLTV en Liechtenstein, la cual está calificada para incorporarse a la UER, requisito fundamental para participar en Eurovisión, algo que ha intentado ese pequeño principado en más de una oportunidad en el pasado. Por otro lado, el parcialmente reconocido Kosovo manifestó sus intenciones de participar en el festival una vez que su cadena RTK sea miembro pleno de la UER, aunque enfrenta el rechazo de países como Rusia y Serbia. Sin embargo, a la fecha del plazo final de inscripciones en el concurso, ninguna de las dos cadenas anteriores era miembro de la organización y tampoco solicitaron su participación en el evento.
La mayoría de los 43 países participantes en 2008 confirmaron su participación, sin embargo dos situaciones específicas complicaron a diversos competidores. La Guerra de Osetia del Sur de 2008 que enfrentó a Rusia y Georgia provocó la inmediata decisión de estos últimos de retirarse del concurso a realizar en territorio de su enemigo bélico. La cadena georgiana anunció el 28 de agosto de ese año que no participaría "en un país donde se violan los derechos humanos y las leyes internacionales". Dicha actitud fue apoyada por algunos de sus aliados políticos, como Estonia y Lituania que incluso evaluaron un boicot similar al georgiano. Pese a las intenciones iniciales, ambos países finalmente decidieron participar; algunos días antes del cierre del plazo de candidaturas, Georgia anunció su decisión de participar en territorio ruso, tras conversaciones directas con la UER y que se vieron influenciadas por la victoria georgiana en el Festival de Eurovisión Infantil 2008 y que incluyó la votación máxima de 12 puntos por parte de Rusia. El otro evento fue la crisis económica mundial que estalló en 2008 y que afectó a varios países europeos. La reducción en los ingresos de diversas televisoras afectaron las campañas y promociones destinadas a Eurovisión, e incluso obligó a que San Marino y Letonia anunciaran su retiro por la imposibilidad de cancelar la cuota de participación.
La lista completa de países participantes fue anunciada por la UER el 12 de enero de 2009, totalizando 43 países por el retiro de San Marino y el regreso de Eslovaquia. Letonia finalmente llegó a un acuerdo con la UER que permitió su participación; pero posteriormente volverían a ser solo 42 los países participantes por la expulsión de Georgia del festival ya que la letra de su canción tenía supuestamente mensajes no deseados en Eurovisión.

### Selección de canciones

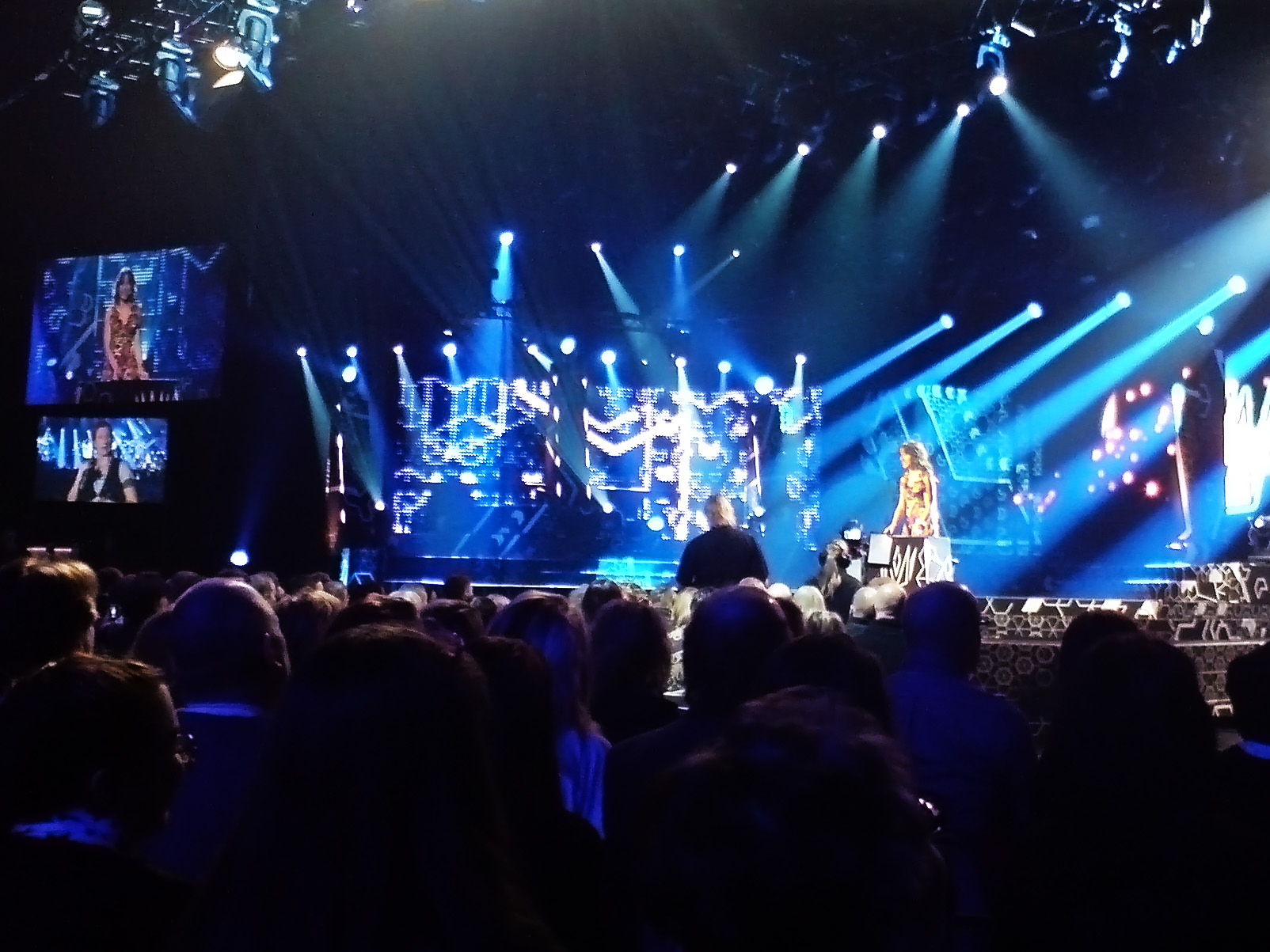
El Melodifestivalen 2009 fue el proceso de selección utilizado por Suecia, uno de los festivales musicales más importantes a nivel europeo.

Una vez confirmados los países participantes, cada uno inició su proceso de selección de representantes. La mayoría utilizó sistemas de elección con participación del público, tanto para elegir al cantante y la canción como solo al artista.
El primer artista seleccionado para participar fue Sakis Rouvas, elegido por la cadena ERT como representante de Grecia, el 15 de julio de 2008. El cantante, que obtuvo el tercer lugar en Eurovisión 2004 presentó la canción This is our night para Eurovisión, al ser elegida por votación popular entre tres alternativas. Otra artista seleccionado con presentaciones pasadas en Eurovisión fue la maltesa Chiara, elegida para representar a su país por tercera vez (tras un tercer lugar en 1998 y un segundo en 2005). Martina Majerle, seleccionada junto al grupo esloveno Quartissimo, participará por cuarta vez, pues ya formó parte de los coros en las presentaciones de Croacia en 2003, Eslovenia en 2007 y de Montenegro en 2008. Otros cantantes son el bielorruso Petr Elfimov que cantó en los coros de Aleksandra & Konstantin en 2004, y el islandés Friðrik Ómar, quien fue voz líder de Eurobandið en 2008, participa como corista de Yohanna, la representante actual de Islandia.
31 de los originales 43 temas inscritos contienen letras en idioma inglés; de estos, la mayoría está totalmente en inglés y el resto mezclan el inglés con el idioma oficial de cada país. Casos especiales son el de Letonia (cuya canción está en ruso), Rusia (que incluye partes en ucraniano), Suecia (en inglés y francés) y la República Checa (que incorpora frases en romaní)
Dentro de los cantantes seleccionados, destacó la participación de grandes figuras de los diversos medios nacionales e incluso algunos de alcance europeo, especialmente entre los países de Europa Occidental que en los últimos años habían enviado artistas de corta trayectoria. En este grupo se encuentran casos como el de Sakis Rouvas, la belga de origen turco Hadise, la francesa Patricia Kaas y el grupo neerlandés De Toppers, además de estrellas originarias de reality shows como la española Soraya Arnelas y la ucraniana Anastasia Prijodko, representando esta última al país anfitrión. Nuevos talentos surgieron durante el proceso de selección como el noruego Alexander Rybak que congregó seis veces más votos que su más cercano competidor durante el Melodi Grand Prix. Otras figuras de gran reconocimiento en la música internacional participaron como Andrew Lloyd Webber, quien organizó el proceso de selección del Reino Unido y compuso su canción It's My Time, Ronan Keating que escribió las letras de Believe again (interpretada por Brinck bajo la bandera de Dinamarca) y el sueco-iraní Arash, que cantará junto a la debutante Aysel Teymurzadə el tema representante de Azerbaiyán. La selección del dúo israelí compuesto por Noa y Mira Awad en medio del conflicto de la Franja de Gaza generó gran impacto mediático debido al origen árabe de Awad, quien sería la primera representante israelí en Eurovisión de dicha comunidad.
La siguiente tabla muestra el resultado de los procesos de selección de los 43 países inscritos originalmente en el Festival de la Canción de Eurovisión 2009. Los nombres de algunos artistas y temas, al igual que sus idiomas, pueden variar respecto a lo presentado finalmente en el festival.
| País y TV                   | Título original de la canción              | Artista                         | Proceso y fecha de selección                            |
| País y TV                   | Traducción al español                      | Idiomas                         | Proceso y fecha de selección                            |
| --------------------------- | ------------------------------------------ | ------------------------------- | ------------------------------------------------------- |
| Albania · RTSH              | Carry me in your dreams                    | Kejsi Tola                      | Festivali I Këngës 47, 21-12-08                         |
| Albania · RTSH              | Llévame en tus sueños                      | Inglés                          | Festivali I Këngës 47, 21-12-08                         |
| Alemania · NDR              | Miss Kiss Kiss Bang                        | Alex Swings! Oscar Sings!       | Elección interna                                        |
| Alemania · NDR              | Señorita Kiss Kiss Bang                    | Inglés                          | Elección interna                                        |
| Andorra · RTVA              | La teva decisió                            | Susanne Georgi                  | Passaport a Moscou, 04-02-09                            |
| Andorra · RTVA              | Tu decisión                                | Catalán e inglés                | Passaport a Moscou, 04-02-09                            |
| Armenia AMPTV               | Jan Jan (Ջան Ջան)                          | Inga & Anush                    | Final nacional, 14-02-09                                |
| Armenia AMPTV               | Cariño                                     | Inglés y armenio                | Final nacional, 14-02-09                                |
| Azerbaiyán Ictimai          | Always                                     | AySel & Arash                   | Elección interna                                        |
| Azerbaiyán Ictimai          | Siempre                                    | Inglés                          | Elección interna                                        |
| Bélgica · RTBF              | Copycat                                    | Patrick Ouchène                 | Elección interna                                        |
| Bélgica · RTBF              | Imitador                                   | Inglés                          | Elección interna                                        |
| Bielorrusia · BTRC          | Eyes that never lie                        | Petr Elfimov                    | Eurofest 2009                                           |
| Bielorrusia · BTRC          | Ojos que nunca mienten                     | Inglés                          | Eurofest 2009                                           |
| Bosnia y Herzegovina BHRT   | Bistra voda                                | Regina                          | Elección interna                                        |
| Bosnia y Herzegovina BHRT   | Agua clara                                 | Bosnio                          | Elección interna                                        |
| Bulgaria BNT                | Illusion                                   | Krassimir Avramov               | Be a star                                               |
| Bulgaria BNT                | Ilusión                                    | Inglés                          | Be a star                                               |
| Chipre CyBC                 | Firefly                                    | Christina Metaxa                | Final nacional, 07-02-09                                |
| Chipre CyBC                 | Luciérnaga                                 | Inglés                          | Final nacional, 07-02-09                                |
| Croacia · HRT               | Lijepa Tena                                | Igor Cukrov & Andrea            | Dora 2009, 28-02-09                                     |
| Croacia · HRT               | Bella Tena                                 | Croata                          | Dora 2009, 28-02-09                                     |
| Dinamarca DR                | Believe again                              | Brinck                          | Dansk Melodi Grand Prix, 31-01-09                       |
| Dinamarca DR                | Volver a creer                             | Inglés                          | Dansk Melodi Grand Prix, 31-01-09                       |
| Eslovaquia · STV            | Leť tmou                                   | Kamil Mikulčík & Nela Pocisková | Final nacional, 08-03-09                                |
| Eslovaquia · STV            | Volar en la oscuridad                      | Eslovaco                        | Final nacional, 08-03-09                                |
| Eslovenia RTVSLO            | Love Symphony                              | Quartissimo feat. Martina       | EMA 2009, 01-02-09                                      |
| Eslovenia RTVSLO            | Sinfonía de amor                           | Inglés y esloveno               | EMA 2009, 01-02-09                                      |
| España · TVE                | La noche es para mí                        | Soraya                          | Eurovisión 2009: El retorno, 28-02-09                   |
| España · TVE                | -                                          | Español e inglés                | Eurovisión 2009: El retorno, 28-02-09                   |
| Estonia ERR                 | Rändajad                                   | Urban Symphony                  | Eesti Laul, 07-03-09                                    |
| Estonia ERR                 | Nómadas                                    | Estonio                         | Eesti Laul, 07-03-09                                    |
| Finlandia · YLE             | Lose Control                               | Waldo's People                  | Euroviisut, 31-01-09                                    |
| Finlandia · YLE             | Perder el control                          | Inglés                          | Euroviisut, 31-01-09                                    |
| Francia France 3            | Et s'il fallait le faire                   | Patricia Kaas                   | Elección interna                                        |
| Francia France 3            | Y si fuera necesario                       | Francés                         | Elección interna                                        |
| Georgia [N] GPB             | We don't wanna put in                      | Stephane & 3G                   | Final nacional, 18-02-09                                |
| Georgia [N] GPB             | No queremos aguantar                       | Inglés                          | Final nacional, 18-02-09                                |
| Grecia · ERT                | This is our night                          | Sakis Rouvas                    | Final nacional con cantante elegido internamente        |
| Grecia · ERT                | Esta es nuestra noche                      | Inglés                          | Final nacional con cantante elegido internamente        |
| Hungría · MTV               | Dance With Me                              | Zoli Ádok                       | Elección interna                                        |
| Hungría · MTV               | Baila conmigo                              | Inglés                          | Elección interna                                        |
| Irlanda RTÉ                 | Et cetera                                  | Sinéad Mulvey & Black Daisy     | Final nacional, 20-02-09                                |
| Irlanda RTÉ                 | Etcétera                                   | Inglés                          | Final nacional, 20-02-09                                |
| Islandia RÚV                | Is it true?                                | Yohanna                         | Söngvakeppni Sjónvarpsins, 14-02-09                     |
| Islandia RÚV                | ¿Es verdad?                                | Inglés                          | Söngvakeppni Sjónvarpsins, 14-02-09                     |
| Israel IBA                  | There must be another way                  | Noa y Mira Awad                 | Elección interna                                        |
| Israel IBA                  | Tiene que haber otro modo                  | Inglés, hebreo y árabe          | Elección interna                                        |
| Letonia LTV                 | Probka (Пробка)                            | Intars Busulis                  | Eirodziesma, 28-02-09                                   |
| Letonia LTV                 | Atasco                                     | Ruso                            | Eirodziesma, 28-02-09                                   |
| Lituania · LRT              | Love                                       | Sasha Son                       | Lietuvos Dainu Dana                                     |
| Lituania · LRT              | Amor                                       | Inglés y ruso                   | Lietuvos Dainu Dana                                     |
| Macedonia (ARY) MKRTV       | Nešto što kje ostane (Нешто што ќе остане) | Next time                       | Festival Skoplje 2009, 21-02-09                         |
| Macedonia (ARY) MKRTV       | Algo que quedará                           | Macedonio                       | Festival Skoplje 2009, 21-02-09                         |
| Malta PBS                   | What if we?                                | Chiara                          | Final nacional, 07-02-09                                |
| Malta PBS                   | ¿Y si...?                                  | Inglés                          | Final nacional, 07-02-09                                |
| Moldavia TRM                | Hora din Moldova                           | Nelly Ciobanu                   | Final nacional                                          |
| Moldavia TRM                | Danza de Moldavia                          | Rumano e inglés                 | Final nacional                                          |
| Montenegro · RTCG           | Just get out of my life                    | Andrea Demirović                | MontenegroSong                                          |
| Montenegro · RTCG           | Simplemente sal de mi vida                 | Inglés                          | MontenegroSong                                          |
| Noruega · NRK               | Fairytale                                  | Alexander Rybak                 | Melodi Grand Prix, 21-02-09                             |
| Noruega · NRK               | Cuento de hadas                            | Inglés                          | Melodi Grand Prix, 21-02-09                             |
| Países Bajos · NOS          | Shine                                      | The Toppers                     | Elección interna con final nacional                     |
| Países Bajos · NOS          | Brilla                                     | Inglés                          | Elección interna con final nacional                     |
| Polonia · TVP               | I don't wanna leave                        | Lidia Kopania                   | Piosenka dla Europy, 14-02-09                           |
| Polonia · TVP               | No quiero marcharme                        | Inglés                          | Piosenka dla Europy, 14-02-09                           |
| Portugal RTP                | Todas as ruas do amor                      | Flor-de-Lis                     | Festival RTP da Canção, 28-02-09                        |
| Portugal RTP                | Todas las calles del amor                  | Portugués                       | Festival RTP da Canção, 28-02-09                        |
| Reino Unido BBC             | It's My Time                               | Jade Ewen                       | Your country needs you, 31-01-09                        |
| Reino Unido BBC             | Es mi momento                              | Inglés                          | Your country needs you, 31-01-09                        |
| República Checa · ČT        | Aven romale                                | Gipsy.cz                        | Final nacional con grupo elegido internamente, 15-03-09 |
| República Checa · ČT        | ¡Vamos, gitanos!                           | Inglés y romaní                 | Final nacional con grupo elegido internamente, 15-03-09 |
| Rumania · TVR               | The Balkan girls                           | Elena                           | Final nacional, 31-01-09                                |
| Rumania · TVR               | Las chicas balcánicas                      | Inglés                          | Final nacional, 31-01-09                                |
| Rusia · C1R                 | Mamo                                       | Anastasija Prikhodko            | Final Nacional, 7-03-2009                               |
| Rusia · C1R                 | Madre                                      | Ruso y ucraniano                | Final Nacional, 7-03-2009                               |
| Serbia RTS                  | Cipela                                     | Marko Kon feat. Milaan          | Beovizija 2009, 08-03-09                                |
| Serbia RTS                  | Zapato                                     | Serbio                          | Beovizija 2009, 08-03-09                                |
| Suecia · SVT                | La Voix                                    | Malena Ernman                   | Melodifestivalen 2009, 14-03-09                         |
| Suecia · SVT                | La voz                                     | Inglés y francés                | Melodifestivalen 2009, 14-03-09                         |
| Suiza · SRG SSR idée suisse | The highest heights                        | Lovebugs                        | Elección interna                                        |
| Suiza · SRG SSR idée suisse | Las alturas más altas                      | Inglés                          | Elección interna                                        |
| Turquía TRT                 | Düm tek tek                                | Hadise                          | Cantante elegida internamente                           |
| Turquía TRT                 | Boom, bang, bang                           | Inglés y Turco                  | Cantante elegida internamente                           |
| Ucrania · NTU               | Be my Valentine! (Anti-Crisis Girl)        | Svetlana Loboda                 | Final nacional, 22-02-09                                |
| Ucrania · NTU               | ¡Sé mi San Valentín! (chica anticrisis)    | Inglés                          | Final nacional, 22-02-09                                |

### Sorteos
Los miembros del Big Four (es decir, Alemania, España, Francia y el Reino Unido) junto al país anfitrión, Rusia, clasificaron directamente para la final. Los 20 semifinalistas se repartieron en seis bombos para el sorteo, de forma que aquellos países que históricamente se entregan más votos se sitúen en un mismo bombo; así, podrán ser repartidos y evitar el sesgo en las votaciones. De este modo, los países de cada bombo se repartieron entre las dos semifinales, mientras que los cinco clasificados directos fueron repartidos también entre las dos semifinales para otorgar el derecho de votación. Los seis bombos estuvieron compuestos de la siguiente forma:
| Bombo 1                                                                          | Bombo 2                                             | Bombo 3                                                        |
| -------------------------------------------------------------------------------- | --------------------------------------------------- | -------------------------------------------------------------- |
| Albania Bosnia y Herzegovina Croacia Eslovenia Macedonia (ARY) Montenegro Serbia | Dinamarca Estonia Finlandia Islandia Noruega Suecia | Armenia Bielorrusia Georgia Israel Moldavia Ucrania Azerbaiyán |
| Bombo 4                                                                          | Bombo 5                                             | Bombo 6                                                        |
| Bélgica Bulgaria Chipre Grecia Países Bajos Turquía                              | Andorra Irlanda Letonia Lituania Portugal Rumania   | Eslovaquia Hungría Malta Polonia República Checa Suiza         |

Tras el sorteo que se celebró el 30 de enero en Moscú, ambas semifinales quedaron establecidas de la siguiente forma:
| Semifinal 1 12 de mayo de 2009                                                                         | Semifinal 1 12 de mayo de 2009                                                         | Semifinal 2 14 de mayo de 2009                                                          | Semifinal 2 14 de mayo de 2009                                                |
| --- | -------------------------------------------------------------------------------------- | --------------------------------------------------------------------------------------- | ----------------------------------------------------------------------------- |
| Andorra Armenia Bélgica Bulgaria Bielorrusia Bosnia y Herzegovina Finlandia Georgia[N] Islandia Israel | Macedonia (ARY) Malta Montenegro Portugal República Checa Rumania Suecia Suiza Turquía | Albania Azerbaiyán Chipre Croacia Dinamarca Eslovaquia Eslovenia Estonia Grecia Hungría | Irlanda Letonia Lituania Moldavia Noruega Países Bajos Polonia Serbia Ucrania |
| Solo votación: Alemania Reino Unido                                                                    | Solo votación: Alemania Reino Unido                                                    | Solo votación: Francia Rusia España                                                     | Solo votación: Francia Rusia España                                           |

### Cambios
La elección de la canción de Georgia generó polémica desde sus comienzos. El tema ganador fue We don't wanna put in (en inglés, «No queremos aguantar») interpretado por el grupo Stephane & 3G, cuya letra levantó ampollas por su similitud con la frase We don't wanna Putin («No queremos a Putin»). Las connotaciones políticas derivarían de la referencia al Presidente del Gobierno de Rusia, Vladímir Putin, uno de los principales dirigentes de dicho país durante la Guerra de Osetia del Sur de 2008, en que Georgia fue invadida por tropas rusas y que finalizó con la retirada de georgianos desde los territorios de Abjasia y Osetia del Sur.
Diversos artistas se manifestaron contrarios a la utilización política de la canción, especialmente debido a la prohibición según las reglas del Festival de la Canción de Eurovisión de "composiciones, discursos o gestos de una naturaleza política o similar". Miembros de la televisora georgiana SSM negaron la relación de la letra con algún tipo de referencia política, mientras una protesta fue realizada por jóvenes contra la embajada georgiana en Moscú por la canción.
El 10 de marzo de 2009, la UER advirtió a la SSM que la canción We don't wanna put in no cumplía con las reglas del concurso y solicitó la modificación de la letra de la canción o cambiar la canción. Al día siguiente, SSM anunció que no cambiaría ni la letra ni la canción y denunció que la UER era presionada por parte de Rusia. Ante ello, Georgia decidió no participar en el Festival de la Canción de Eurovisión 2009, quedando excluida de la primera semifinal.
Una modificación menor a la planificación original fue el cambio del derecho de votación de España desde la primera a la segunda semifinal.

## Celebración del festival

### Semifinal 1
La primera semifinal del Festival de la Canción de Eurovisión 2009 se realizó el martes 12 de mayo. 18 países participaron en este evento, teniendo cada uno de ellos derecho a voto una vez finalizada la presentación de todos los temas; adicionalmente, Alemania y Reino Unido participarán únicamente como votantes.
El show se inició con una presentación de las Hermanas Tolmachovy, ganadoras del Festival de Eurovisión Infantil 2006. Tras este, los dieciocho participantes mostraron sus canciones, dando paso al periodo de votaciones. Mientras el público tiene tiempo para enviar su mensaje de texto o llamada telefónica para votar, se presentó en el escenario el Coro del Ejército Rojo que interpretó, además de canciones típicas de Rusia, el tema Not gonna get us, junto al dúo femenino t.A.T.u., que obtuvo un tercer lugar en Eurovisión 2003.
Los resultados publicados una vez terminada la final, mostraron una reñida votación entre los dos primeros lugares llevándose solo 2 puntos de diferencia. La representante islandesa Yohanna se coronó ganadora con la balada "Is it true?" con 174 puntos, siendo la primera victoria en una semifinal por parte del país nórdico mientras que "Düm Tek Tek" de Hadise, representante de Turquía, se clasificó en segundo lugar con un total de 172 puntos. El tercer lugar cayó en manos del grupo bosnio Regina, logrando 125 puntos.
La repartición de las máximas puntuaciones también fue un punto a destacar en la semifinal ya que 15 de los 21 que se dieron, fueron a dar entre Islandia y Turquía. Hadise obtuvo la cantidad de 8, cantidad que se volvería récord desde la edición de 2008 cuando las semifinales se comenzaron a dividir 2, y que no se igualaría hasta en 2014. Por su parte, Yohanna obtuvo 7 máximas puntuaciones, siendo también una cantidad que no había sido alcanzada hasta que lo lograron 3 países en 2013.
El "salvado" de esta semifinal fue Waldo's People, que con el tema finlandés "Lose Control" quedaron en 12° lugar, pero fueron escogidos por el jurado, en detrimento de Macedonia (ARY), quien por segundo año seguido se quedaba en la semifinal al quedar en 10° lugar. Montenegro, candidato favorito para clasificar a la final quedó eliminado al obtener el puesto 11°.
| N.º | País                 | Intérprete(s)     | Canción                     | Lugar | Puntos |
| --- | -------------------- | ----------------- | --------------------------- | ----- | ------ |
| 01  | Montenegro           | Andrea Demirović  | «Just Get Out Of My Life»   | 11    | 44     |
| 02  | República Checa      | Gipsy.cz          | «Aven Romale»               | 18    | 0      |
| 03  | Bélgica              | Patrick Ouchène   | «Copycat»                   | 17    | 1      |
| 04  | Bielorrusia          | Petr Elfimov      | «Eyes That Never Lie»       | 13    | 25     |
| 05  | Suecia               | Malena Ernman     | «La Voix»                   | 4     | 105    |
| 06  | Armenia              | Inga & Anush      | «Nor Par (Jan Jan)»         | 5     | 99     |
| 07  | Andorra              | Susanne Georgi    | «La Teva Decisió»           | 15    | 8      |
| 08  | Suiza                | Lovebugs          | «The Highest Heights»       | 14    | 15     |
| 09  | Turquía              | Hadise            | «Düm Tek Tek»               | 2     | 172    |
| 10  | Israel               | Noa y Mira Awad   | «There Must Be Another Way» | 7     | 75     |
| 11  | Bulgaria             | Krassimir Avramov | «Illusion»                  | 16    | 7      |
| 12  | Islandia             | Yohanna           | «Is It True?»               | 1     | 174    |
| 13  | Macedonia (ARY)      | Next time         | «Nešto Što Kje Ostane»      | 10    | 45     |
| 14  | Rumania              | Elena Gheorghe    | «The Balkan Girls»          | 9     | 67     |
| 15  | Finlandia            | Waldo's People    | «Lose Control»              | 12    | 42     |
| 16  | Portugal             | Flor-de-Lis       | «Todas As Ruas Do Amor»     | 8     | 70     |
| 17  | Malta                | Chiara            | «What If We?»               | 6     | 86     |
| 18  | Bosnia y Herzegovina | Regina            | «Bistra Voda»               | 3     | 125    |

- Los países en negrita son los que fueron elegidos por el sistema Televoto, en cambio Finlandia fue elegido por el jurado.

### Semifinal 2
La segunda semifinal del Festival se realizó el día jueves 14 de mayo. Diecinueve países participaron, cada uno con derecho a voto, al que se sumaron Francia, España y Rusia, clasificados directamente a la final.
Esta semifinal se abrió con una presentación de elementos musicales de carnaval, grafitis de matrioskas pintados en el escenario y una orquesta folclórica interpretando algunos temas ganadores de ediciones pasadas de Eurovisión, además de un simpático conjunto de baile compuesto por osos de felpa gigantes. El intervalo entre las presentaciones y la entrega de resultados de las votaciones, tuvo a una compañía de ballet ruso realizando presentaciones extraordinarias.
Al igual que en la otra semifinal, esta fue arrasada por los dos primeros lugares aunque en esta ocasión la diferencia entre ellos fue más grande. El máximo favorito Alexander Rybak, representante de Noruega con el tema Fairytale, consiguió la victoria en esta semifinal tras recibir 201 puntos y 6 máximas puntuaciones, siendo la segunda canción más exitosa de las semifinales, desde que se dividen en 2, siendo solo superada por Måns Zelmerlöw en 2015, quien consiguió 217 puntos en su semifinal.
Alexander Rybak fue seguido por el dúo azerí Aysel & Arash, quienes alcanzaron 180 puntos (recibiendo también de 6 países los 12 puntos). El top 5 lo acompletaron Estonia, Grecia y Moldavia.
| N.º | País         | Intérprete(s)                        | Canción                   | Lugar | Puntos |
| --- | ------------ | ------------------------------------ | ------------------------- | ----- | ------ |
| 01  | Croacia      | Igor Cukrov y Andrea Šušnjara        | «Lijepa Tena»             | 13    | 33     |
| 02  | Irlanda      | Sinéad Mulvey y Black Daisy          | «Et cetera»               | 11    | 52     |
| 03  | Letonia      | Intars Busulis                       | «Probka»                  | 19    | 7      |
| 04  | Serbia       | Marko Kon y Milaan                   | «Cipela»                  | 10    | 60     |
| 05  | Polonia      | Lidia Kopania                        | «I don't wanna leave»     | 12    | 43     |
| 06  | Noruega      | Alexander Rybak                      | «Fairytale»               | 1     | 201    |
| 07  | Chipre       | Christina Metaxa                     | «Firefly»                 | 14    | 32     |
| 08  | Eslovaquia   | Kamil Mikulčík y Nela Pocisková      | «Leť tmou»                | 18    | 8      |
| 09  | Dinamarca    | Niels Brinck                         | «Believe again»           | 8     | 69     |
| 10  | Eslovenia    | Quartissimo y Martina Majerle        | «Love symphony»           | 16    | 14     |
| 11  | Hungría      | Zoli Ádok                            | «Dance with me»           | 15    | 16     |
| 12  | Azerbaiyán   | AySel y Arash                        | «Always»                  | 2     | 180    |
| 13  | Grecia       | Sakis Rouvas                         | «This is our night»       | 4     | 110    |
| 14  | Lituania     | Sasha Son                            | «Love»                    | 9     | 66     |
| 15  | Moldavia     | Nelly Ciobanu                        | «Hora din Moldova»        | 5     | 106    |
| 16  | Albania      | Kejsi Tola                           | «Carry me in your dreams» | 7     | 73     |
| 17  | Ucrania      | Svetlana Loboda                      | «Be my Valentine»         | 6     | 80     |
| 18  | Estonia      | Sandra Nurmsalu feat. Urban Symphony | «Rändajad»                | 3     | 115    |
| 19  | Países Bajos | De Toppers                           | «Shine»                   | 17    | 11     |

- Los países en negrita son los que fueron elegidos por el sistema Televoto, en cambio Croacia fue elegido por el jurado.

- Albania: Tuvo que votar con jurado al no completar los requisitos del televoto.
- España: Tuvo que usar el voto del jurado para poder emitir un juicio, al no transmitir en directo la semifinal.

### Final
La final, a realizar el sábado 16 de mayo, contó con veinticinco países participantes: los diez clasificados de cada semifinal, los miembros del Big Four y el país anfitrión. Cada uno tuvo derecho a votos, los cuales fueron entregados a través de un orden predefinido.
El show se inició con una presentación del Cirque du Soleil y de Dima Bilán interpretando Believe, tema ganador del Festival de la Canción de Eurovisión 2008, junto al patinador Evgeni Pluchenko. Después de las presentaciones de las 25 canciones finalistas, el público dispuso de 15 minutos más para votar por su canción favorita, como se vino haciendo desde la introducción del televoto.
El intervalo de este año estuvo a cargo de la compañía de teatro argentina Fuerzabruta, la cual realizó un espectáculo relacionado con el agua que impresionó por sus impactantes piscinas, colgadas a más de 20 metros de las cabezas del público, además de una piscina que estaba en el Green Room, en una presentación que impresionó y maravilló a los espectadores y a los participantes.
Después los 42 países participantes se dispusieron a votar, ya contabilizados los votos, en los cuales hubo un cambio reintroduciéndose el jurado profesional que evaluaría el ensayo del día anterior, pero que solo valdría el 50% y el otro 50% del televoto; Todos los países usaron este sistema excepto Hungría y Noruega, en el primero de ellos un fallo en el sistema provocó que solo se contabilizaran los SMS con el jurado, mientras que un fallo más grave en el sistema noruego provocó que se tuvieran que emitir los votos del jurado en la final; el desglose publicado tiempo después publicó que en caso de que se hubiera podido contabilizar el televoto noruego hubiera clasificado a Bosnia y Herzegovina 8° y Francia 9° en la final. Siendo votadas 10 canciones en 12, 10 y 8-1, solamente se mencionaron las más tres puntuaciones más altas (8, 10 y 12) mientras aparecían automáticamente en la pantalla el resto.
Desde el inicio de las votaciones, Noruega empezó a tomar una gran ventaja sobre los demás participantes y aupándose desde el principio a la primera posición. Finalmente, y tal como lo predecían las casas de apuestas y con una gran anticipación de la votación, Alexander Rybak con su canción "Fairytale" logró la tercera victoria por el país escandinavo, alcanzando nada más ni nada menos que 387 puntos, batiendo con creces el récord de puntuación en el festival que tenía la banda finlandesa Lordi del 2006, e igualmente superó los récords de puntuaciones máximas (obtuvo 16, por los 10 del Reino Unido en 1997 y Grecia en 2005) y de margen sobre el segundo lugar (169 puntos de diferencia, superando los 70 del Reino Unido el 1997).
El segundo lugar lo obtuvo Yohanna, representante de Islandia, quien logró igualar la mejor participación de su país en el concurso. La cantante que recibió 218 puntos y tres puntuaciones máximas, logró ser una de las sorpresas del festival, que con su gran interpretación superó las expectativas de las apuestas que la mantenían cerca del top 10 pero fuera de este. El tercer lugar fue a dar al país de Azerbaiyán, quien lograría entrar a un top 5 en su segundo año de participación con el tema "Always" del dúo mixto de AySel y Arash con 207 puntos y el 12 de Turquía. Casualmente este país alcanzaría el cuarto lugar y el quinto sería para Reino Unido, ambos países, supieron defender su condición de favoritos, mientras que este último logró su mejor resultado desde el tercer lugar del 2002.
| #  | País                 | Intérprete(s)                        | Canción                     | Lugar | Puntos |
| -- | -------------------- | ------------------------------------ | --------------------------- | ----- | ------ |
| 01 | Lituania             | Sasha Son                            | «Love»                      | 23    | 23     |
| 02 | Israel               | Noa & Mira Awad                      | «There Must Be Another Way» | 16    | 53     |
| 03 | Francia              | Patricia Kaas                        | «Et s'il fallait le faire»  | 8     | 107    |
| 04 | Suecia               | Malena Ernman                        | «La Voix»                   | 21    | 33     |
| 05 | Croacia              | Igor Cukrov y Andrea Šušnjara        | «Lijepa Tena»               | 18    | 45     |
| 06 | Portugal             | Flor-de-Lis                          | «Todas as ruas do amor»     | 15    | 57     |
| 07 | Islandia             | Yohanna                              | «Is it true?»               | 2     | 218    |
| 08 | Grecia               | Sakis Rouvas                         | «This is our night»         | 7     | 120    |
| 09 | Armenia              | Inga & Anush                         | «Nor par (Jan Jan)»         | 10    | 92     |
| 10 | Rusia                | Anastasija Prikhodko                 | «Mamo»                      | 11    | 91     |
| 11 | Azerbaiyán           | AySel y Arash                        | «Always»                    | 3     | 207    |
| 12 | Bosnia y Herzegovina | Regina                               | «Bistra voda»               | 9     | 106    |
| 13 | Moldavia             | Nelly Ciobanu                        | «Hora din Moldova»          | 14    | 69     |
| 14 | Malta                | Chiara                               | «What if we?»               | 22    | 31     |
| 15 | Estonia              | Sandra Nurmsalu feat. Urban Symphony | «Rändajad»                  | 6     | 129    |
| 16 | Dinamarca            | Niels Brinck                         | «Believe Again»             | 13    | 74     |
| 17 | Alemania             | Alex Swings Oscar Sings              | «Miss Kiss Kiss Bang»       | 20    | 35     |
| 18 | Turquía              | Hadise                               | «Düm Tek Tek»               | 4     | 177    |
| 19 | Albania              | Kejsi Tola                           | «Carry me in your dreams»   | 17    | 48     |
| 20 | Noruega              | Alexander Rybak                      | «Fairytale»                 | 1     | 387    |
| 21 | Ucrania              | Svetlana Loboda                      | «Be My Valentine!»          | 12    | 76     |
| 22 | Rumanía              | Elena Gheorghe                       | «The Balkan girls»          | 19    | 40     |
| 23 | Reino Unido          | Jade Ewen                            | «It's My Time»              | 5     | 173    |
| 24 | Finlandia            | Waldo's People                       | «Lose Control»              | 25    | 22     |
| 25 | España               | Soraya Arnelas                       | «La noche es para mí»       | 24    | 23     |

Fuente: 
- Hungría: Tuvo que emitir la media de los votos de SMS y jurado, al no poder contabilizar el del televoto.
- Noruega: Un fallo en la infraestructura del servidor hizo que no se pudiese contabilizar ni el voto de SMS, ni el del televoto, lo que hizo que emitiese el voto del jurado.

### Orden de votación
El 16 de marzo de 2009, junto con el sorteo de las posiciones de los participantes en las semifinales, se determinó el orden de presentación de los votos por cada país. Al igual que en las ediciones anteriores, cada presentador nacional anunciará las tres puntuaciones más altas (8, 10 y 12 puntos), mientras en pantalla aparecen automáticamente las restantes (1, 2, 3, 4, 5, 6 y 7 puntos).
| Orden de votación | Orden de votación | Orden de votación | Orden de votación | Orden de votación |
| --- | --- | --- | --- | ----------------- |
| 1. España 2. Bélgica 3. Bielorrusia 4. Malta 5. Alemania 6. República Checa 7. Suecia 8. Islandia 9. Francia 10. Israel 11. Rusia | 12. Letonia 13. Montenegro 14. Andorra 15. Finlandia 16. Suiza 17. Bulgaria 18. Lituania 19. Reino Unido 20. Macedonia (ARY) 21. Eslovaquia | 22. Grecia 23. Bosnia y Herzegovina 24. Ucrania 25. Turquía 26. Albania 27. Serbia 28. Chipre 29. Polonia 30. Países Bajos 31. Estonia 32. Croacia | 33. Portugal 34. Rumania 35. Irlanda 36. Dinamarca 37. Moldavia 38. Eslovenia 39. Armenia 40. Hungría 41. Azerbaiyán 42. Noruega |                   |

Noruega fue sorteada para votar en el 17.º lugar; sin embargo, por problemas en el televoto, fue movida hasta la última posición durante la transmisión de la final.

#### Máximas puntuaciones
Tras la votación, los países que recibieron 12 puntos (máxima puntuación que podía otorgar el jurado) durante la final fueron:
| N. | A                    | De |
| -- | -------------------- | --- |
| 16 | Noruega              | España, Bielorrusia, Alemania, Suecia, Islandia, Israel, Rusia, Letonia, Lituania, Ucrania, Polonia, Países Bajos, Estonia, Dinamarca, Eslovenia, Hungría |
| 6  | Turquía              | Bélgica, Francia, Suiza, Reino Unido, Macedonia (ARY), Azerbaiyán                                                                                         |
| 3  | Bosnia y Herzegovina | Montenegro, Serbia, Croacia |
| 3  | Grecia               | Bulgaria, Albania, Chipre |
| 3  | Islandia             | Malta, Irlanda, Noruega |
| 2  | Estonia              | Finlandia, Eslovaquia |
| 2  | Moldavia             | Portugal, Rumania |
| 1  | Armenia              | República Checa |
| 1  | Azerbaiyán           | Turquía |
| 1  | Croacia              | Bosnia y Herzegovina |
| 1  | España               | Andorra |
| 1  | Reino Unido          | Grecia |
| 1  | Rumania              | Moldavia |
| 1  | Rusia                | Armenia |

### Final
El 16 de mayo de 2009, la Unión Europea de Radiodifusión publicó los resultados tanto de los votos totales del público como del jurado.
| Lugar | País                 | Pts. |
| ----- | -------------------- | ---- |
| 1     | Noruega              | 312  |
| 2     | Islandia             | 260  |
| 3     | Reino Unido          | 223  |
| 4     | Francia              | 164  |
| 5     | Estonia              | 124  |
| 6     | Dinamarca            | 120  |
| 7     | Turquía              | 114  |
| 8     | Azerbaiyán           | 112  |
| 9     | Israel               | 107  |
| 10    | Grecia               | 93   |
| 11    | Moldavia             | 93   |
| 12    | Bosnia y Herzegovina | 90   |
| 13    | Malta                | 87   |
| 14    | Alemania             | 73   |
| 15    | Armenia              | 71   |
| 16    | Ucrania              | 68   |
| 17    | Rusia                | 67   |
| 18    | Portugal             | 64   |
| 19    | Croacia              | 58   |
| 20    | Lituania             | 31   |
| 21    | Rumania              | 31   |
| 22    | Suecia               | 27   |
| 23    | Albania              | 26   |
| 24    | Finlandia            | 12   |
| 25    | España               | 9    |

| Lugar | País                 | Pts. |
| ----- | -------------------- | ---- |
| 1     | Noruega              | 378  |
| 2     | Azerbaiyán           | 253  |
| 3     | Turquía              | 203  |
| 4     | Islandia             | 173  |
| 5     | Grecia               | 151  |
| 6     | Estonia              | 129  |
| 7     | Bosnia y Herzegovina | 124  |
| 8     | Rusia                | 118  |
| 9     | Armenia              | 111  |
| 10    | Reino Unido          | 105  |
| 11    | Albania              | 81   |
| 12    | Ucrania              | 70   |
| 13    | Moldavia             | 66   |
| 14    | Rumania              | 64   |
| 15    | Suecia               | 59   |
| 16    | Croacia              | 55   |
| 17    | Francia              | 54   |
| 18    | Portugal             | 45   |
| 19    | Dinamarca            | 40   |
| 20    | Lituania             | 38   |
| 21    | España               | 38   |
| 22    | Finlandia            | 30   |
| 23    | Malta                | 18   |
| 24    | Alemania             | 18   |
| 25    | Israel               | 15   |

## Otras polémicas

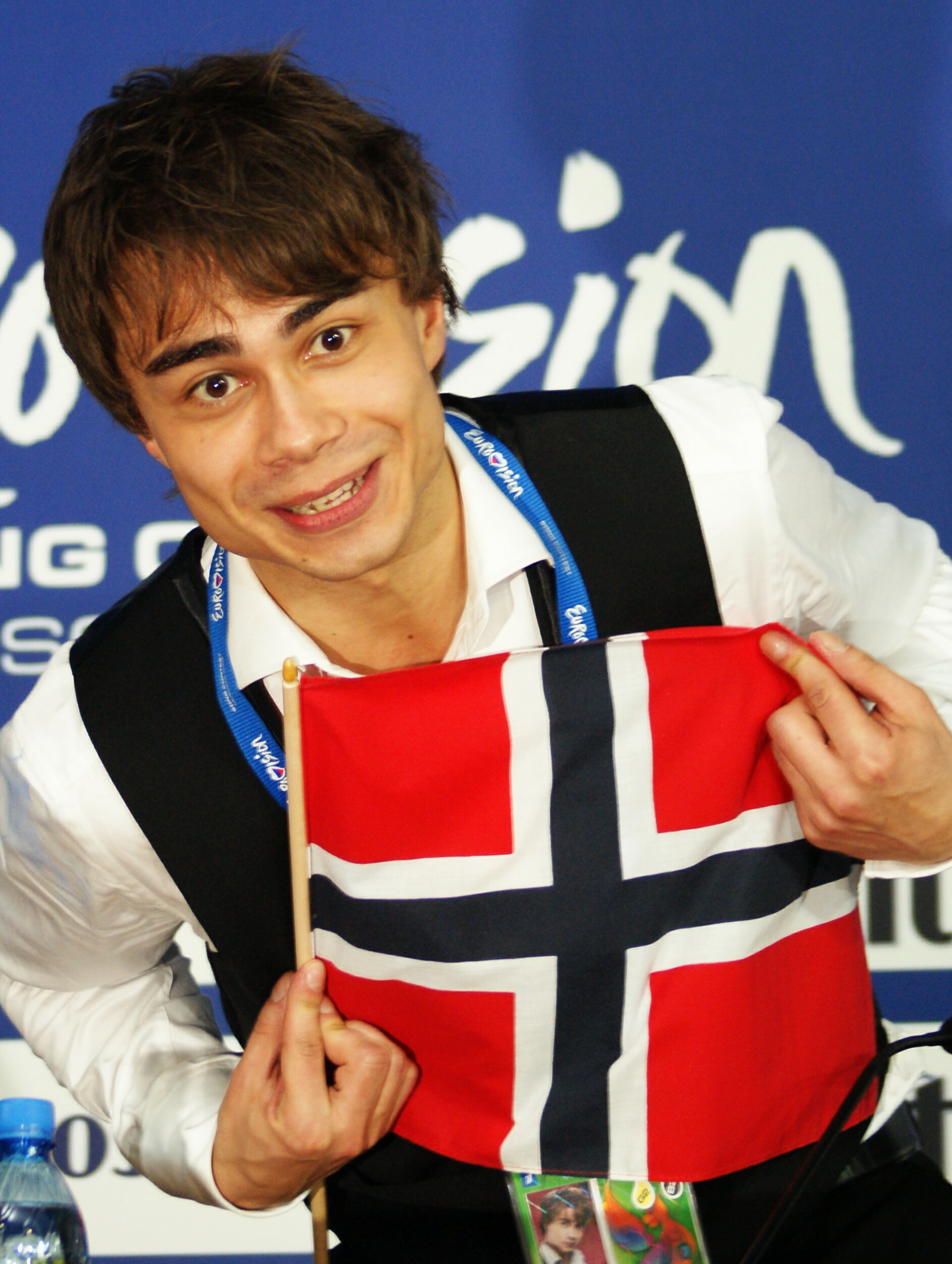
Alexander Rybak tras ganar el concurso.

### Protestas LGBT
Activistas LGBT, entre ellos el ruso Nikolái Alexéyev, emplearon la celebración del concurso de Eurovisión en Rusia como plataforma para promover los derechos LGBT en Rusia, oponiéndose a la afirmación del alcalde de Moscú, Yury Luzhkov, de que la homosexualidad es «satánica». Alexéyev anunció que la edición de 2009 de la Marcha del orgullo gay de Moscú, la marcha del orgullo gay anual de la ciudad, se celebraría coincidiendo con la final del concurso el 16 de mayo, la víspera del Día internacional contra la homofobia. También solicitó a los concursantes de la final que diesen señales de apoyo a los manifestantes. Los representantes de los Países Bajos, De Toppers, afirmaron que no cantarían si llegaban a la final y la manifestación era reprimida violentamente, aunque finalmente no consiguieran pasar las semifinales. La representante sueca, Malena Ernman, expresó en su blog su simpatía por los manifestantes y su causa, afirmando que se sentiría orgullosa de llamarse gay ese día para apoyar a sus fanes.
Las autoridades negaron el permiso para la realización de la marcha, justificándolo con que «destruiría la moral de la sociedad», y emitió declaraciones afirmando que serían tratados «con dureza» y que «duras medidas» serían empleadas contra aquellos que se uniesen a la marcha. La marcha fue violentamente reprimida por la policía antidisturbios y más de 80 personas fueron detenidas, incluyendo a Nikolái Alexéyev y Nikolái Bayev, dos de los organizadores, y el activista británico Peter Tatchell.

### Retraso en las retransmisiones en España
Debido a la retransmisión de un partido de Fernando Verdasco de octavos de final del Masters de Madrid de tenis que arrancaba a las 20:00 horas, Televisión Española no pudo emitir la segunda semifinal en directo. TVE decidió, debido a que Eurovisión no era de interés general como sí lo era el partido de tenis, posponer la retransmisión de la semifinal hasta las 22:05 horas, en vez de las 21:00 horas programadas inicialmente. Por ello, TVE tuvo que emplear un jurado de reserva en lugar del televoto para decidir a quién se entregaban los puntos. La EBU anunció que TVE sería sancionada por esta violación, a su juicio, de las reglas de la competición. Debido a que La 2 tenía que retransmitir el Debate sobre el estado de la nación, España ya había cambiado para retransmitir la segunda semifinal en lugar de la primera, lo que recibió críticas de las delegaciones de Andorra y Portugal, que afirmaron que habrían sido beneficiados por los votos desde España debido a las similitudes culturales.
Cabe destacar que, según la ley española y los acuerdos firmados por RTVE, la única alternativa para cumplirlo todo hubiese sido emitir la segunda semifinal de Eurovisión en directo a las 21:00 por La 2, y haber pasado el partido de tenis a la primera cadena. No obstante, esto se descartó desde un principio, ya que el partido no tenía la suficiente importancia como para interrumpir la programación del primer canal del ente público en horario estelar.